# ウィンウィン (歌手)
ウィンウィン（簡：昀昀、朝：윈윈、1997年10月28日 - ）は、中華人民共和国浙江省温州市鹿城区出身の歌手。男性アイドルグループNCTのメンバー。SMエンタテインメント所属。本名は董 思成（ドン・スーチョン、とう しせい、拼：dǒng sī chéng 、英：Dong Si Cheng、朝：동스청、漢字の朝鮮語読み：동사성、ドン・サソン）。
2016年7月、NCT 127でデビュー。2018年5月、日本デビュー。2019年、中国ユニット・WayVでデビュー。

## 来歴

### 生い立ち
1997年10月28日、中国温州市鹿城区で生まれる。
2009年、北京舞蹈学院附属中等舞蹈学校の芸術類舞蹈専攻に首席で入学した。
2013年、高校一年生のとき学校の前でSMエンタテインメントにスカウトされる。その際に電話番号を聞かれたが、怖かったので違う番号を教えたという。
2015年、中央戯劇学院の表演系に入学した。同年、SMエンタテインメントの練習生となった。

### SMルーキーズとして・NCT 127デビュー（2016年 - 2018年）

#### 2016年
1月5日、SMルーキーズとして公開された。
1月27日、COEXアティウムで開催された「SMタウン:ニューカルチャーテクノロジー2016」で新たなグループNCTの予告映像が公開され、ウィンウィンは「SM_NCT# 3. 7th Sense」に登場した。
4月9日、深圳湾体育中心で開催された「第16回音楽風雲榜年度盛典」にてNCT Uの「The 7th Sense」のパフォーマンスに参加した。
4月12日公開、NCT U「WITHOUT YOU」のミュージックビデオに出演。
7月3日、ソウルを拠点とするユニット・NCT 127のメンバーとして公開された。
7月7日、NCT 127がMnet『M COUNTDOWN』で「Fire Truck」を披露し、韓国正式デビュー。

#### 2017年
4月8日、マカオで開催された音悦Tai「第5回Vチャートアワード」のオープニングステージでソロパフォーマンスを披露した。

#### 2018年
2月18日、NCT Uとして参加した「BOSS」のミュージックビデオが公開された。
5月23日、NCT 127がミニアルバム『Chain』を発売し、日本デビュー。
11月23日、所属事務所SMエンタテインメントはウィンウィンが中国活動の準備のためスケジュールの調整が不可能となり、リパッケージアルバム『NCT#127 Regulate』の放送活動に参加しないとした。
12月31日、中国ユニット・WayVのメンバーとしてデビューすることが明らかになった。

### WayVデビュー（2019年 - 2020年）

#### 2019年
1月17日、所属ユニットWayVがファーストデジタルアルバム『The Vision』で中国デビューした。
4月8日、コンセプトや音楽、セッティング、衣装までの全てをテンとプロデュースした「TEN X WINWIN Choreography : lovely (Billie Eilish, Khalid) (ring and portrait remix)」を公開。
9月、中国の化粧品ブランド「CigaLong」の口紅「钻石小白管」のイメージキャラクターに就任した。

#### 2020年
11月23日、NCT Uとして参加した「90's Love」のミュージックビデオが公開された。

### 個人事務所設立・俳優活動（2021年 -）

#### 2021年
7月、個人事務所である象山旌揚文化傳媒工作室を設立した。

#### 2023年
8月、テンセントビデオより初の主演ドラマ『25小时恋爱』が公開された。

#### 2024年
5月10日、所属事務所SMエンタテインメントはウィンウィンが中国ドラマの撮影スケジュールのため、5thミニアルバム『Give Me That』のカムバック活動に参加しないと発表した。
上半期、出演したテンセントビデオ（WeTV）のドラマ『冰雪谣』が公開される。

## 人物

### 幼年期・ニックネーム
中国の舞踊学校でダンスを学んだ。
高校生の頃は、クラスの中で最も身長が小さいときもあり、口数の少ない子供だった。ほとんどの時間は一人でダンスを練習していた。かつては八重歯があった。
日本でのニックネームは「ウィン子」。ファンからは「ウィン子たま」、「ひよこ」、「スジェルチョン（SMで一番清純だ）」と呼ばれている。

### 趣味・嗜好
趣味は韓国ドラマを見ること、映画を見ること。
好きなアーティストはHYUKOH、周杰倫。

### 教育
2015年に中央戯劇学院に入学したが、中国伝媒大学（表演系7位）や上海視覚芸術学院（表演系12位）、北京舞蹈学院（舞蹈表演1位）などにも合格していた。

### ファンとの交流
2019年9月、中国のファンが北京地下鉄首都機場線を走る地下鉄車両内に誕生日広告を掲載し、ウィンウィンは車内一面が自身の写真でラッピングされた車両に乗車した。

### 仮装
2018年のSMエンタテインメントのハロウィンパーティでは、『蛍火の杜へ』のギンの仮装をした。
2020年10月に開催された自身のバースデーパーティーでは、シンデレラの仮装を披露した。

## 参加作品

### NCT U
| 公開日 | 公開日   | タイトル         | 収録アルバム             | ミュージックビデオ |
| ------ | -------- | ---------------- | ------------------------ | ------------------ |
| 2018年 | 2月19日  | BOSS             | NCT 2018 Empathy         | BOSS               |
| 2020年 | 10月12日 | Volcano          | NCT 2020 RESONANCE Pt. 1 | -                  |
| 2020年 | 11月23日 | 90's Love        | NCT 2020 RESONANCE Pt. 2 | 90's Love          |
| 2023年 | 8月28日  | Interlude: Oasis | Golden Age               | -                  |
| 2023年 | 8月28日  | Alley Oop        | Golden Age               | -                  |

### デジタルシングル
- 「我们的师父」（「我们的师父」テーマ曲、2019年）

## 出演

### ミュージックビデオ
- 「WITHOUT YOU」（2016年、NCT U）

### テレビ・ネット番組
- 湖南テレビ『天天向上』（2016年11月）
- 爱奇艺『大学生来了2』（2017年7月）[26]
- 湖南テレビ『我们的师父』（2019年）[30][31]
- 湖南テレビ『天天向上』（2019年5月）[32]
- 湖南衛視『快乐大本营』(2021年5月)
- 浙江衛視『奔跑吧第五季』(2021年6月)
- 浙江衛視『追星星的人第二季』（2022年4月）
- テンセント『是很熟的味道呀』(2022年5月)

### ドラマ
- テンセント『25小时恋爱』(2023年)
- テンセント（WeTV）『冰雪谣』（2024年）

### 雑誌掲載
- 『Madame Figaro Mode』（2021年11月号） - 表紙

### イベント
- 2018年6月28日、韓国マーケティング協会と人民日報が共同で主催した「2018 第5回韓中経営大賞」授賞式にアジアライジングスター賞を受賞したNCT 127の代表として出席した[33]。
- 2022年9月、長沙国際金融中心にオープンした「JIMMY CHOO（ジミー チュウ）」の期間限定店舗のイベントに出席した[34]。
- 2023年2月、北京で開催された「JIMMY CHOO（ジミー チュウ）」と『美少女戦士セーラームーン』のコラボレーションシリーズのイベントに出席した[35]。
- 2023年3月5日、「メゾン ヴァレンティノ（Maison Valentino）」がパリで開催した2023-24年秋冬コレクション「ヴァレンティノ ブラックタイ」のショーに来場した[36]。
- 2023年7月31日、上海恒隆広場で開催された「メゾン ヴァレンティノ（Maison Valentino）」の新規店舗オープニングイベントに出席した[37]。
- 2023年12月14日、マカオで開催された「腾讯娱乐年度盛典」に出席した[38]。
- 2024年6月20日、フランス・パリのパレ・ロワイヤルで行われた「ケンゾー」の2025年春夏コレクションに参加した[39]。

## 広告

### イメージキャラクター
- CigaLong（化粧品、中国）